# سیارک ۸۶۸۴
سیارک ۸۶۸۴ (به انگلیسی: 8684 Reichwein، نامگذاری:1992FO3) هشت هزار و ششصد و هشتاد و چهارمین سیارک کشف شده‌است که در ۳۰ مارس ۱۹۹۲ کشف شد.
قدر مطلق سیارک برابر ۱۵٫۱۰ است.